# ستيفان جيروم
ستيفان جيروم (بالإنجليزية: Stefan Jerome)‏ (11 أغسطس 1992 بديفي في الولايات المتحدة - ) هو لاعب كرة قدم أمريكي في مركز الهجوم. شارك مع منتخب الولايات المتحدة تحت 17 سنة لكرة القدم. أما مع النوادي، فقد لعب مع نادي سيغما أولوموتس وNyköpings BIS ‏ وFort Lauderdale Strikers (2006–2016) ‏.

## وصلات خارجية
- ستيفان جيروم على موقع قاعدة بيانات كرة القدم.إي يو (الإنجليزية)